# Jock Wadley Memorial
Le Jock Wadley Memorial est une course cycliste britannique disputée au mois de mars autour de Colchester, dans le comté de l'Essex. Créée en 1982, elle rend hommage à Jock Wadley (en), premier journaliste anglais à avoir couvert le Tour de France dans les années 1950 pour la presse nationale,. 
Cette épreuve fait actuellement partie du calendrier national britannique en catégorie "B". 

## Parcours
Le Mémorial commence et se termine à Layer de la Haye, petit village situé au sud de Colchester. Il se tient sur un circuit plat de 11,4 kilomètres à parcourir douze fois tout autour de l'Abberton Reservoir, pour un dénivelé positif de seulement 67 mètres. Les passages sur les routes étroites et sinueuses ainsi que l'exposition au vent restent néanmoins propices aux mouvements de course. 

## Palmarès
| Année | Vainqueur              | Deuxième               | Troisième       |
| ----- | ---------------------- | ---------------------- | --------------- |
| 1982  | Mike Ford              | Gerry Taylor           | Phil Corley     |
| 1983  | Steve Lawrence (en)    |                        |                 |
| 1984  | Alaric Gayfer          |                        |                 |
| 1985  | Tim Stevens            |                        |                 |
| 1986  | Neil Miller            |                        |                 |
| 1987  | Tim Stevens            |                        |                 |
| 1988  | Ben Luckwell (en)      |                        |                 |
| 1989  | Peter Longbottom (en)  |                        |                 |
| 1990  | Alan Gornall (en)      |                        |                 |
| 1991  | Matt Illingworth (en)  |                        |                 |
| 1992  | Matt Illingworth (en)  |                        |                 |
| 1993  | Glenn Holmes           |                        |                 |
| 1994  | Gary Baker             |                        |                 |
| 1995  | Andy Lions             |                        |                 |
| 1996  | Julian Ramsbottom      |                        |                 |
| 1997  | Brian Fleming          |                        |                 |
| 1998  | Joe Bayfield           | Brian Fleming          | David Rand (en) |
| 1999  | Andy Lions             | Aaron McCaffrey        | John Clarke     |
| 2000  | Andy Proffitt          | Paul Crook             | Gary Baker      |
| 2001  | pas de course          | pas de course          | pas de course   |
| 2002  | Gordon McCauley        | Huw Pritchard (en)     | Colin Roshier   |
| 2003  | Colin Roshier          | Richard Wilkinson      | Gary Dodd       |
| 2004  | Huw Pritchard (en)     | Tony Gibb              | Jason White     |
| 2005  | Tony Gibb              | Rob Hurd               | Gary Baker      |
| 2006  | Malcolm Elliott        | Tony Gibb              | Colin Roshier   |
| 2007  | Richard Prebble        | Mark Daly              | Tim Bedingfield |
| 2008  | Graham Briggs          | Gary Dodd              | Chris McNamara  |
| 2009  | James Millard          | Simon Gaywood          | Yanto Barker    |
| 2010  | Jonathan Tiernan-Locke | Dan Staite             | Andy Lions      |
| 2011  | Marcin Białobłocki     | Jonathan Tiernan-Locke | Thomas Moses    |
| 2012  | George Atkins          | Marcin Białobłocki     | Matthew Higgins |
| 2013  | Hugh Wilson            | Ian Wilkinson          | Richard Tanguy  |
| 2014  | Robert Partridge       | Adam Blythe            | Graham Briggs   |
| 2015  | Steele Von Hoff        | Yanto Barker           | Rory Townsend   |
| 2016  | Jacob Hennessy         | Lloyd Chapman          | George Wood     |
| 2017  | Steele Von Hoff        | Graham Briggs          | Jacob Vaughan   |
| 2018  | Mikey Mottram          | Joey Walker            | George Wood     |
| 2019  | annulé                 | annulé                 | annulé          |
| 2020  | Thomas Heal            | Isaac Mundy            | Ollie Maxwell   |
| 2021  | annulé                 | annulé                 | annulé          |
| 2022  | Yanto Barker           | Alexandar Richardson   | Tom Portsmouth  |
| 2023  | Alexandar Richardson   | Rowan Baker            | Tim Torrie      |
| 2024  | Jacob Vaughan          | Ben Marsh              | Oliver Hucks    |
| 2025  | Jacob Vaughan          | Dylan Belton Owen      | Tyler Hannay    |